# Celia Castillo
Celia Castillo Vaquero (Rosalejo, Cáceres, 16 de enero de 1986) es una exfutbolista española que jugaba como delantera en la Asociación Deportiva Peña Nuestra Señora de la Antigua de Primera División. Actualmente ejerce como entrenadora de la EF Morala.

## Trayectoria

### AD Peña Nuestra Señora de la Antigua
Comienza a jugar al fútbol sala con 12 años en el equipo moralo Inmobiliaria Indurán disputando la Liga Intercomarcal, destacando sus continuas convocatorias con la Selección Extremeña de Fútbol Sala.
Sus buenas actuaciones llaman la atención de varios equipos de fútbol 11, por lo que en el verano de 2002, con 16 años, ficha por la AD Peña Nuestra Señora de la Antigua, equipo que militaba en Primera División. Es así que el 5 de octubre de 2002, se convertiría en la primera futbolista nacida en la comarca del Campo Arañuelo en debutar en la máxima categoría del fútbol femenino. Lo hizo en la primera jornada liguera, ante el Oviedo Moderno, perdiendo por un gol a cero. Finalizaron la campaña 2002-03 en el último lugar de la clasificación, tras conseguir ganar únicamente tres partidos, a pesar de ello no descendieron de categoría. El 18 de mayo, Celia debutaría en la Copa de la Reina, disputando la ida de la Ronda Previa ante el CD Híspalis, quien las eliminó.
Comenzaría la siguiente temporada disputando un partido amistoso el 30 de agosto de 2003, ante el Rayo Vallecano de la conocida Milene Domingues, en Rosalejo. Ello fue debido a su padre, quien con la intención de dar a conocer el fútbol femenino en la zona, organizó la celebración de ese encuentro en las fiestas de su pueblo. La campaña 2003-04 transcurría igual que la anterior, por lo que a finales de 2003 pone punto final a su relación con el club emeritense.

### AD Ciudad de Plasencia CF
El 16 de enero de 2004, la AD Ciudad de Plasencia CF oficializaría el fichaje de la jugadora rosalejana. Comenzaría su andadura en el conjunto magenta debutando en Primera Federación ante el filial del CD Híspalis, el cual les endosó un contundente siete a cero. Finalizaron la temporada en una tranquila novena posición, mismo lugar que ocuparon al año siguiente, teniendo como nombre propio a Celia Castillo.
Su gran estado de forma produjo su convocatoria con la Selección Extremeña Sub-25, con la que debutó en el Estadio Municipal Vía Férrea de Cornellá de Llobregat el 4 de marzo de 2005, en un encuentro de la Segunda Fase del VI Campeonato de España de Selecciones Autonómicas Sub-25, ante la Selección Canaria.
La mejor temporada con el equipo placentino, fue su tercera y última. Quedaron clasificadas en un sobresaliente cuarto puesto, empatadas a puntos con las terceras, el Club Atlético Málaga, el cual ya tenía puesto el ojo en la jugadora rosalejana.

### Club Atlético Málaga
En el verano de 2006 el Club Atlético Málaga se hace con los servicios de Celia Castillo. La temporada que pasó en la Costa del Sol fue verdaderamente apasionante, llegaron al último partido de liga con sólo un punto sobre las segundas clasificadas, la AD Las Mercedes, tras perder ante ellas por la mínima en la penúltima jornada.
El último encuentro lo disputaron ante el filial de CD Híspalis, conjunto que no traía muy buenos recuerdos a la futbolista rosalejana. Esta vez, salió victoriosa, dos a uno fue el resultado que les permitió levantar el título de campeonas de Primera Federación Femenina.
Finalmente no lograron conseguir el ascenso a Primera División, tras perder en los Play-Off ante el DSV Colegio Alemán y el Gure Txokoa Mariño.

### AD Las Mercedes
En 2007 vuelve a su tierra, la Agrupación Deportiva Las Mercedes anunciaría su fichaje el 29 de agosto. Tras una notable temporada en Primera Federación, quedaron clasificadas en quinto lugar. La próxima campaña haría una pausa en su carrera futbolística para ingresar en las Fuerzas Armadas (España).

### CDF Badajoz
El 11 de agosto de 2009, el Club Deportivo Femenino Badajoz anunciaba la incorporación de la rosalejana. La 2009-10 sería la sexta y última temporada de Celia Castillo en Primera Federación, tras quedar clasificadas en puestos de descenso. Comenzaron la siguiente temporada con el único objetivo de ascender de categoría. Tras clasificarse entre los cuatro primeros de la Primera División de Extremadura en la primera fase, consiguieron alzarse con el título de campeonas al salir campeonas de la fase final después de ganar por penaltis al CFF Cáceres. Más tarde, a pesar ganar dos partidos de los PlayOff, se quedaron con la miel en los labios tras perder en la final ante el Santa Teresa CD por tres goles a cero.
Tras el varapalo de la temporada anterior, se volvieron a marcar el objetivo de ascender a la división de plata. Este año no se les escapó, se proclamaron campeonas de la Primera División de Extremadura y ascendieron de categoría. Acto seguido Celia Castillo colgó las botas temporalmente para dar a luz a su hija.
En noviembre de 2013 volvió a los terrenos de juego con el 11 a la espalda. De nuevo con el  Club Deportivo Femenino Badajoz y de nuevo en Primera División de Extremadura. Quedaron en el quinto lugar de la tabla clasificatoria. En la temporada 2014-15 pasan a denominarse Club Deportivo Femenino Badajoz ‘B’, tras la absorción de la Sociedad Polideportiva Comarca Los Llanos de Olivenza. Celia Castillo se despidió del verde marcando diez goles esa temporada, los cuales valieron al equipo para quedar clasificadas en la tercera posición de la Primera División de Extremadura. En la fase final por el título fueron eliminadas en cuartos por el CD Ciconia Negra B.

## Clubes

### Como jugadora
| Club                       | País   | Temporada   |
| -------------------------- | ------ | ----------- |
| AD Nra. Sra. de la Antigua | España | 2002 - 2004 |
| AD Ciudad de Plasencia CF  | España | 2003 - 2006 |
| Club Atlético Málaga       | España | 2006 - 2007 |
| AD Las Mercedes            | España | 2007 - 2008 |
| CDF Badajoz                | España | 2009 - 2015 |

### Como entrenadora
| Club      | País   | Temporada   |
| --------- | ------ | ----------- |
| EF Morala | España | 2023 - 2024 |

## Palmarés

### Títulos
| Título                          | Club                 | País   | Año  |
| ------------------------------- | -------------------- | ------ | ---- |
| Primera Federación              | Club Atlético Málaga | España | 2007 |
| Primera División de Extremadura | CDF Badajoz          | España | 2011 |
| Primera División de Extremadura | CDF Badajoz          | España | 2012 |